# Peugeot P4
O P4 é um veículo fora de estrada usado pelas Forças Armadas da França. Ele foi fabricado pela Peugeot, mas hoje em dia é fabricado pela Panhard. Ele deve ser substituído pelo PVP da Panhard.

## Origem
O P4 é um modelo derivado da versão militar do Mercedes Geländewagen fabricado sob licença pela Peugeot.